# Hattstedt

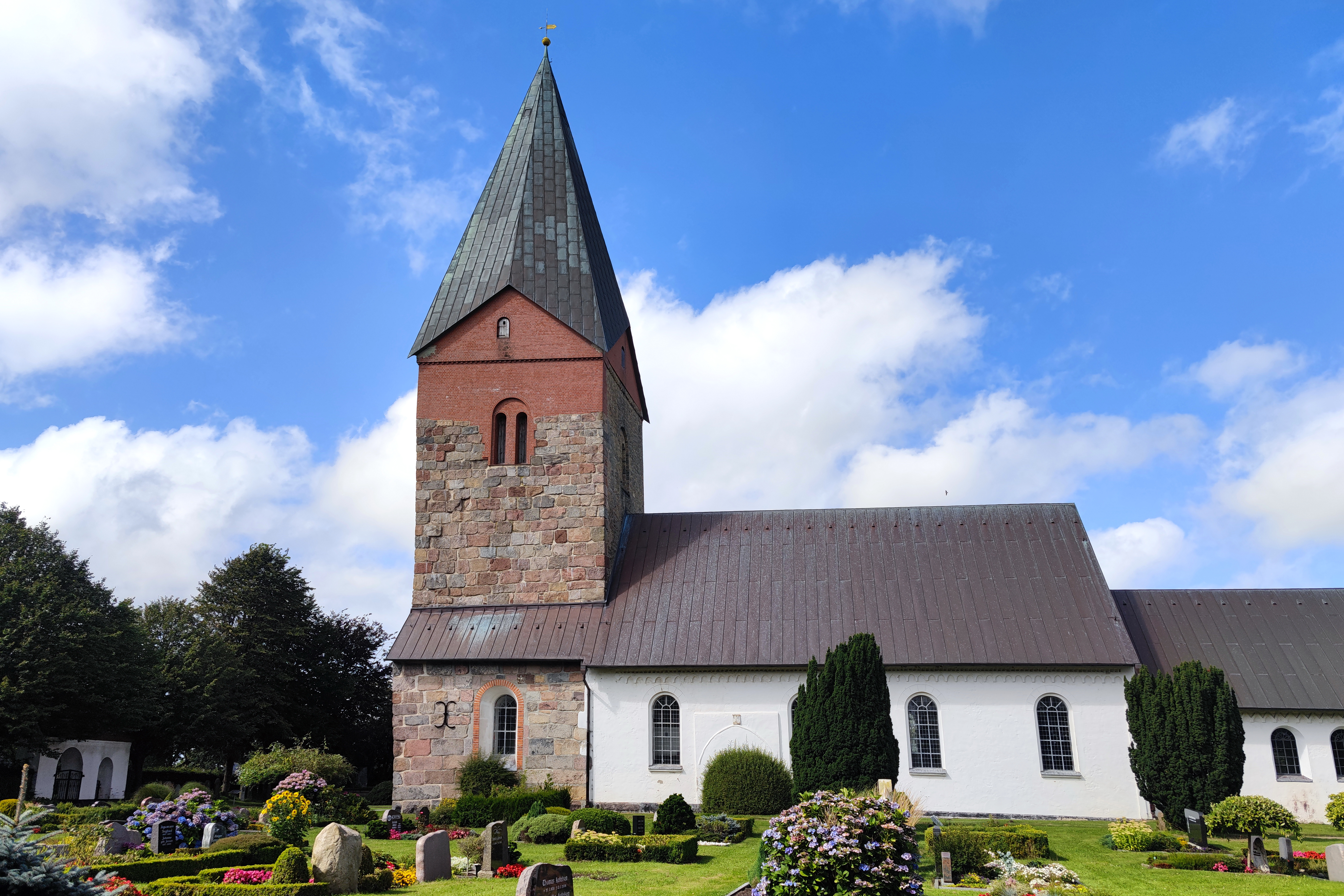
Marienkirche in Hattstedt

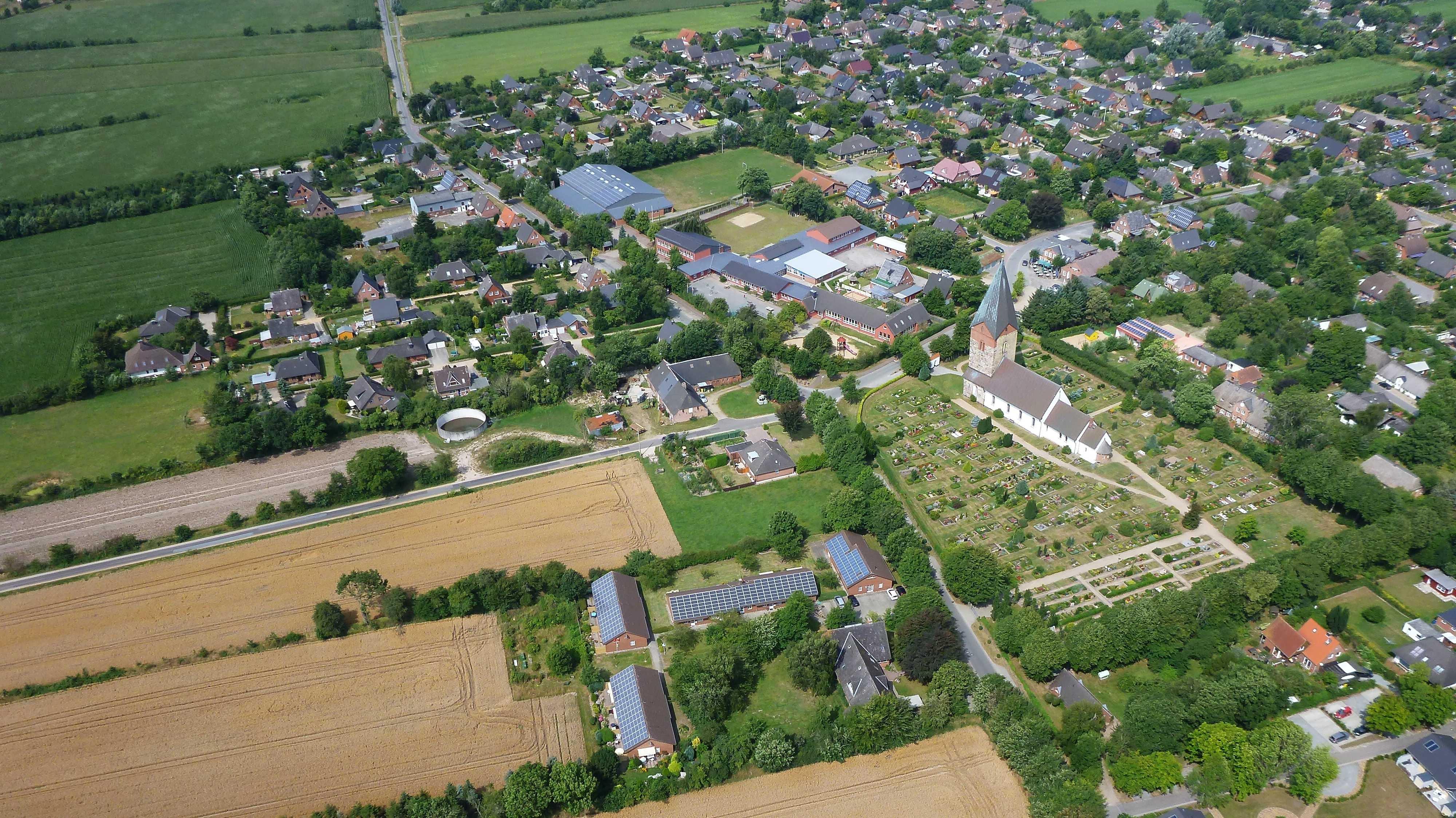
Luftbild des südlichen Teils von Hattstedt, August 2014

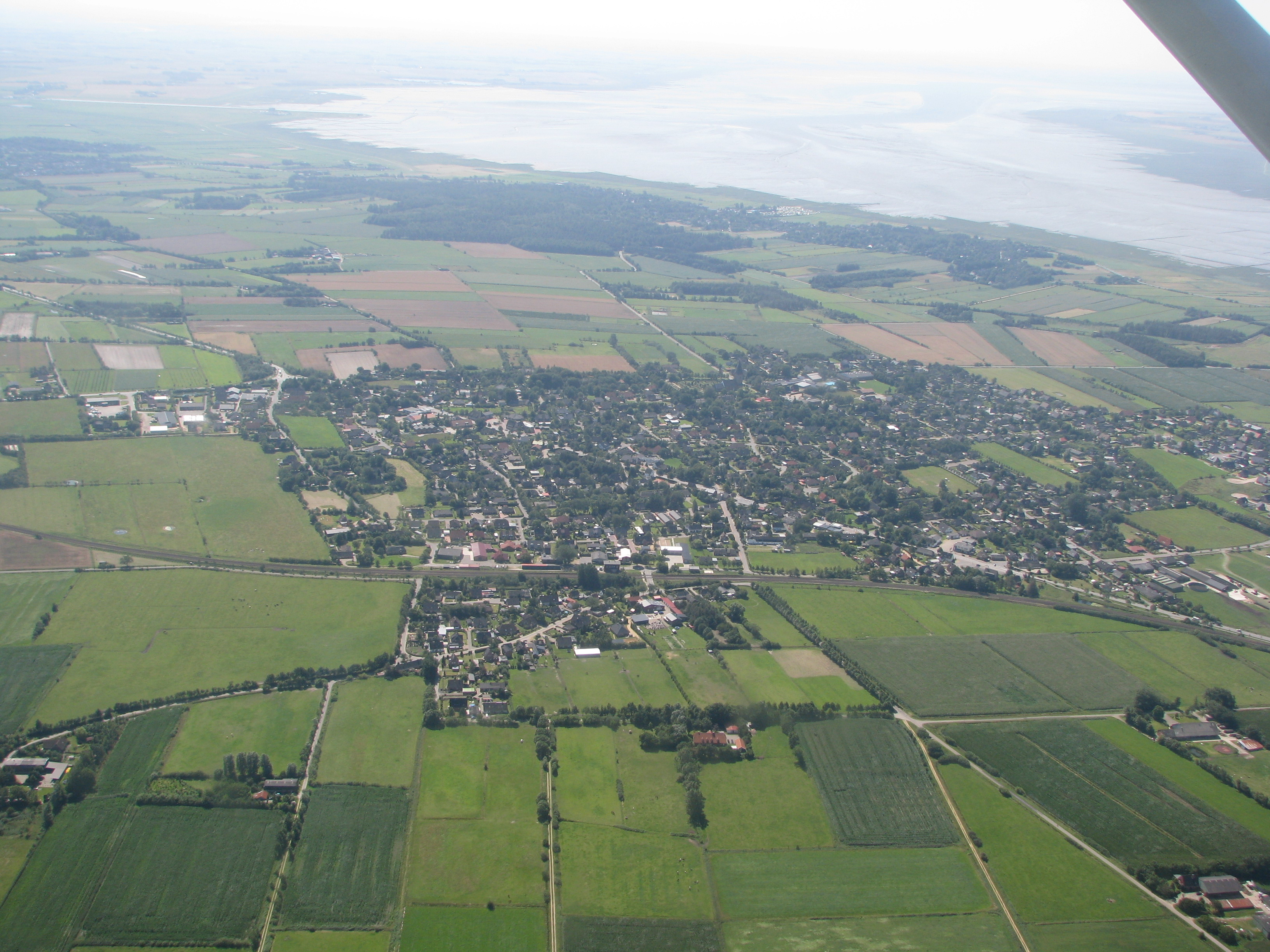
Luftaufnahme des Ortes (Blickrichtung Süd)

Hattstedt (dänisch Hatsted, nordfriesisch Haatst, niederdeutsch Hatsteed) ist eine Gemeinde im Kreis Nordfriesland in Schleswig-Holstein. Durch die Novelle Zur Chronik von Grieshuus von Theodor Storm erhielt Hattstedt Eingang in die Kunst.

## Geographie

### Geographische Lage
Das Gemeindegebiet von Hattstedt erstreckt sich in der historischen Region Südergoesharde nördlich von Husum am Übergang der Bredstedt-Husumer Geest, einem Teilbereich des weitläufigen Naturraums der Schleswigschen Geest, in die hier nördlich angrenzende Nordfriesische Marsch.

### Gemeindegliederung
Hattstedter Mühle, Lehmkuhl, Wiede, Wittland, Hilligenbohl und Hattstedtfeld liegen im Gemeindegebiet. Hinzu kommt  der Ortsteil Drift.

### Nachbargemeinden
Angrenzende Gemeindegebiete von Hattstedt sind:
|                     | Hattstedtermarsch                           |                          |
| Wobbenbüll          | Kompassrose, die auf Nachbargemeinden zeigt | Horstedt (Nordfriesland) |
| Husum (OT Schobüll) | Wobbenbüll (OT Wobbenbüllfeld), Husum       |                          |

## Geschichte
Archäologen entdeckten 2024 in Hattstedt zwei unbekannte, in der Vergangenheit aber bereits gestörte Großsteingräber aus der Jungsteinzeit. Neben den Gräbern wurde ein zerdrücktes, aber vollständiges Gefäße der Trichterbecherkultur, Steinbeile und Keramikscherben entdeckt. Von den ehemals mehr als 3000 Gräbern in Schleswig-Holstein ist der größte Teil zerstört worden. Erhalten sind rund 120, die unter Denkmalschutz stehen.
Hattstedt wurde erstmals 1231 im Waldemar-Erdbuch als Hattastath erwähnt. Der Name bezieht sich wohl auf einen Mann namens Hatto. Die Marienkirche im Ort wurde um 1240 erstmals erwähnt. Die ältesten Teile des Baus entstanden vermutlich um 1200. In den folgenden Jahrhunderten wurde sie erheblich erweitert. Ihren markanten, weithin sichtbaren Turm erhielt sie um 1500. Die Kirche besitzt einen vorreformatorischen Flügelaltar.
Während der Zweiten Marcellusflut von 1362 stand auch das flache Land vor dem Geestrücken unter Wasser, obwohl es relativ weit landeinwärts gelegen ist. 1460 wurde die Hattstedtermarsch, die bis 1803 Hattstedter Alter Koog hieß, eingedeicht. Hattstedt ist der Geburtsort des Humanisten Johannes Saxonius († 1561).
1864 wurde ein Armenhaus errichtet, dessen Gebäude noch erhalten ist. Es befindet sich heute in Privatbesitz und wurde liebevoll restauriert.
Theodor Storm heiratete 1866 in Hattstedt seine zweite Frau Dorothea Jensen. Die Feier fand auf dem Grundstück Lindenweg 1 unter den sogenannten „Storm-Linden“ statt. Diese stehen noch heute.
Nach der Annexion Schleswig-Holsteins durch Preußen wurde aus dem Gebiet des Kirchspiels Hattstedt eine Kirchspielslandgemeinde gebildet. Sie umfasste die vier Dorfschaften Hattstedt, Hattstedtermarsch, Horstedt und Wobbenbüll. Am 1. April 1934 wurden die Kirchspielslandgemeinden aufgelöst und aus den Dorfschaften Hattstedts wurden die vier gleichnamigen Landgemeinden gebildet.
Ab 1933 wurde für den zweijährigen hochwasserfreien Ausbau des Nordstrander Damms im westlich angrenzenden Außenbereich zur Gemeinde Wobbenbüll eine Geestkuppe abgetragen. Die Entnahmestelle ist heute noch deutlich erkennbar. Der unbebaute Ostteil wird als Weideland genutzt. Seit 1988 ist er aufgrund seiner besonderen Vegetation Bestandteil des Landschaftsschutzgebiets Schobüller Berg.
In den letzten Jahrzehnten ist Hattstedt stark gewachsen und hat sich von einem kleinen Bauerndorf mit wenigen Einwohnern und vielen Strohdachhäusern zu einem Dorf mit großen Einfamilienhausgebieten gewandelt. Die Einwohnerzahlen sind stark angestiegen, was primär an der Lage zum benachbarten Husum liegt. Raumordnerisch zählt die Gemeinde zum Stadt-Umlandbereich der nordfriesischen Kreisstadt. Der hinzugewonnene Siedlungsbereich liegt vor allem am westlichen Dorfrand in Richtung der Gemeinde Wobbenbüll im Geestrandbereich.

## Politik

### Gemeindevertretung
Bei der Kommunalwahl am 14. Mai 2023 wurden insgesamt 17 Sitze vergeben. Von diesen erhielt die CDU 8 Sitze, die Wählergemeinschaft Hattstedt 5 Sitze und die SPD 4 Sitze.

### Wappen
Blasonierung: „Von Rot und Blau durch einen breiten goldenen Balken, belegt mit drei roten goldgeflammten Heiderosen, schräglinks geteilt. Oben ein silberner Pferdekopf, unten ein silberner Hut.“
Durch den Pferdekopf wird im Wappen angezeigt, das nach einer Sage, ein Mann namens „Hatte“ die Feldmark dieses Kirchspieles erwerben sollte, nachdem es ihm gelungen war, mit einem Pferd an einem Tage diese Fläche umzupflügen. Auf dem Friedhof in Hattstedt stehen alte Grabsteine, einer gehört zum Deichgrafen Iwersen-Schmidt, der ein sehr guter Freund Storms war und dem er in der Novelle Schimmelreiter in der Person des alten Deichgraf ein Denkmal setzte. Dieses begründet den weißen Pferdekopf des Schimmels im Wappenvorschlag.
Die Ausdeutung der Hügelform des Geestrückens der Topographie Hattstedts lässt auf eine Hutform schließen. Der Hut im Wappenvorschlag wurde aus dem Habitus eines Mannes der Hattstedter Familie nachempfunden.
Eine ehemals vorherrschende Wildpflanze der Gegend war das Heidekraut. Die stilisierte Blütenform in der Hand der weiblichen Person wurde im übertragenen Sinne ins Goldband des Wappens überführt.

### Gemeindepartnerschaften
- Tarján, Ungarn, seit 2007[13]

## Wirtschaft
In der ursprünglich überwiegend landwirtschaftlich genutzten Gemeinde wird die Wohnnutzung immer wichtiger. Durch die Lage am Nationalpark Schleswig-Holsteinisches Wattenmeer ist auch der Tourismus eine wichtige Einnahmequelle. Industrie gibt es kaum noch. Zwar kam es mit der Eröffnung der Marschbahn zur Ansiedelung von mehreren Industriebetrieben (z. B. Holzschuhfabrik und Betonwerk). Diese sind allerdings längst geschlossen. An ihrer Stelle befindet sich heute ein Neubaugebiet, für das die Gemeinde vor der Ausweisung erst viele Kubikmeter Erdreich abtragen musste, da der Boden während der Betriebszeit mit vielen Chemikalien verseucht worden war.

## Verkehr
Hattstedt liegt an der Marschbahn Hamburg–Westerland. Züge halten dort jedoch seit Mitte der 1980er nicht mehr. Der nächste Bahnhof liegt etwa sechs Kilometer südlich in Husum. Dorthin verkehren die Busse der Linie 1020 (Niebüll – Bredstedt – Husum). Außerdem fährt die Husumer Stadtverkehrslinie 1051 durch Hattstedt.
Durch die Gemeinde verläuft die Bundesstraße 5, die von der dänischen Grenze zur Bundesautobahn 23 bei Heide führt. Die nächste Autobahnanschlussstelle ist Schleswig/Schuby an der A 7, die man über die Bundesstraßen 5 und im weiteren Verlauf die 201 erreicht (etwa 35 Kilometer Fahrstrecke).
Aktuelles verkehrspolitisches Thema ist der seit Jahren geplante Weiterausbau der Bundesstraße 5 zwischen Hattstedt und Bredstedt. Die Ausbaustrecke endet bisher in der östlichen Nachbargemeinde Horstedt und beginnt wieder nördlich von Bredstedt. Ein Argument für den Ausbau der Strecke ist die Verkehrsentlastung des Ortskerns der Gemeinde. Gegenargument betonen wirtschaftliche und ökologische Sachverhalte. So ist anzunehmen, dass die Verkehrsentlastung auch zu Einkommenseinbußen beim örtlichen Einzelhandel führen könnte, und Investoren könnten eventuell vor einer Neuansiedelung zurückschrecken. Zudem sei auch die mittlerweile planfestgestellte Route nordöstlich des Ortskerns mit Mängeln behaftet, da der überplante Außenbereich ökologisch wertvolle Flächen des sogenannten Jelstroms einbezieht. Aus diesem Grund ist der Bau vorerst zurückgestellt.

## Vereine
Größter Verein im Ort ist der TSV Hattstedt. Dieser bietet größtenteils Breitensport (Fußball etc.), aber auch Jiu Jitsu oder Rücken- und Wirbelsäulengymnastik an.
Ebenfalls prägend ist der Spielmannszug Hattstedt. Dieser Verein zeichnet sich durch viele Turniersiege aus. Er richtet regelmäßig ein internationales Musikfestival in Hattstedt aus.
Auf dem Mikkelberg befindet sich das Nordisk center for kunst og cricket, das sowohl den Husum Cricket Klub mit einem größeren Cricketfeld als auch den Sydslesvigsk Museumforening beheimatet. Das Center ist in die Reste einer früheren Holländermühle von 1710 integriert. Der Mikkelberg war früher der Mühlenberg des Ortes.
Am Fuße des Mikkelbergs befindet sich die Tennisanlage mit drei Spielfeldern des örtlichen Tennisklubs; ebenfalls das Schützenheim des Hattstedter Schützenvereins von 1962.

## Sehenswürdigkeiten
- Evangelische Marienkirche, mittelalterlicher Bau mit markantem Turm und reicher Ausstattung.
- Amtsgebäude in historischem Reetdachhaus
- Apotheke in historischem Reetdachhaus

## Theodor Storm
Die Novelle Der Schimmelreiter von Theodor Storm spielte im Raum Hattstedt, welche die Bodenständigkeit und Gegebenheiten von Land und Leuten dieser Gegend widerspiegelt und über die Grenzen hinaus bekannt gemacht hat. Theodor Storm war sehr häufig in Hattstedt zu Gast, der Sohn des Hattstedter Pastors besuchte mit ihm gemeinsam die Gelehrtenschule in Husum.
Die besondere Verbundenheit Storms mit Hattstedt fand in verschiedenen Werken Storms ihren Niederschlag. So könnte der Hattstedter Kirchturm in der Erzählung „Aquis submersus“  als Vorbild gedient haben, wo es heißt: „Der graue spitze Kirchturm“ „bis an das Schindeldach… aus Granitquadern aufgebaut“. Gleiches soll auch gelten für Beschreibungen in „Der Schimmelreiter“ und dem Fragment „Die Armesünderglocke“.
Die Beziehung Storms zu Hattstedt war auch durch persönliche Erlebnisse des Dichters geprägt. So heiratete Storm in Hattstedt im Juni 1866 seine zweite Frau Dorothea, allerdings nicht in der Kirche, sondern im Kompastorat „Unter den Linden“ im Lindenweg 1. Die dortige Örtlichkeit findet sich ebenfalls in „Aquis submersus“; das Epitaph zu dieser Novelle aber hängt in der Kirche in Drelsdorf.

## Personen
- Johannes Saxonius (* um 1507/08 in Hattstedt; † 1561 in Hamburg), Humanist des 16. Jahrhunderts
- Jens Iwersen (* 1893 in Hattstedt; † 1954 in Hattstedt), Landwirt, Referent für Bodenkultur und Professor der Kulturtechnik
- Lothar Hay (* 1950 in Hattstedt), Politiker (SPD), Innenminister des Landes Schleswig-Holstein